# Aleksandra Marinina
Marina Anatoljewna Aleksiejewa (ros. Марина Анатольевна Алексеева, ps. Aleksandra Marinina (Александра Маринина); ur. 16 lipca 1957 we Lwowie) – rosyjska pisarka, autorka powieści kryminalnych.

## Życiorys
Do 1971 mieszkała w Leningradzie, potem przeniosła się do Moskwy. Pochodziła z rodziny prawników, sama również ukończyła studia prawnicze na Uniwersytecie Moskiewskim w 1979. W latach 1979–1998 pracowała w milicji, gdzie zajmowała się działalnością edukacyjną i prowadzeniem prac badawczych w dziedzinie kryminologii. Na początku lat 90. XX wieku rozpoczęła działalność literacką. W 1991 roku opowiadanie kryminalne Шестикрылый Серафим napisane wspólnie z kolegą, Aleksandrem Gorkim zostało opublikowane w magazynie Milicja. W roku 1992 ukazała się pierwsza powieść (Stieczenije obstojatielstw (Zbieg okoliczności)), z cyklu, którego bohaterką jest major Anastazja Kamieńska. W 1998 roku Marinina zrezygnowała z pracy w milicji (w której uzyskała stopień podpułkownika) i poświęciła się karierze pisarskiej. Cykl powieści o Anastazji Kamieńskiej doczekał się także ekranizacji.

## Twórczość kryminalna
| Tytuł oryginalny           | Data wydania | Seria                                | Tytuł polski                        | Data wydania w Polsce     | Tłumacz                 |
| -------------------------- | ------------ | ------------------------------------ | ----------------------------------- | ------------------------- | ----------------------- |
| Стечение обстоятельств     | 1992         | Major Kamieńska                      | Kolacja z zabójcą                   | 1 kwietnia 2007(dts)      | Margarita Bartosik      |
| Игра на чужом поле         | 1994         | Major Kamieńska                      | Gra na cudzym boisku                | 1 lipca 2005(dts)         | Ewa Rojewska-Olejarczuk |
| Украденный сон             | 1995         | Major Kamieńska                      | Ukradziony sen                      | 1 lutego 2004(dts)        | Ewa Rojewska-Olejarczuk |
| Убийца поневоле            | 1995         | Major Kamieńska                      | Zabójca mimo woli                   | 1 marca 2008(dts)         | Aleksandra Stronka      |
| Смерть ради смерти         | 1995         | Major Kamieńska                      | Złowroga pętla                      | 1 lutego 2006(dts)        | Elżbieta Rawska         |
| Шестёрки умирают первыми   | 1995         | Major Kamieńska                      | Płotki giną pierwsze                | 1 lutego 2009(dts)        | Aleksandra Stronka      |
| Смерть и немного любви     | 1995         | Major Kamieńska                      | Śmierć i trochę miłości             | 1 stycznia 2005(dts)      | Elżbieta Rawska         |
| Чёрный список              | 1995         | Major Kamieńska                      | Czarna lista                        | 1 maja 2010(dts)          | Aleksandra Stronka      |
| Посмертный образ           | 1995         | Major Kamieńska                      | Obraz pośmiertny                    | 1 lipca 2011(dts)         | Aleksandra Stronka      |
| За всё надо платить        | 1995         | Major Kamieńska                      | Za wszystko trzeba płacić           | 1 marca 2012(dts)         | Aleksandra Stronka      |
| Чужая маска                | 1996         | Major Kamieńska                      | Cudza maska                         | 1 czerwca 2013(dts)       | Aleksandra Stronka      |
| Не мешайте палачу          | 1996         | Major Kamieńska                      | Sprawiedliwy oprawca                | 24 kwietnia 2019(dts)     | Aleksandra Stronka      |
| Стилист                    | 1996         | Major Kamieńska                      | Stylista                            | 1 listopada 2015(dts)     | Aleksandra Stronka      |
| Иллюзия греха              | 1996         | Major Kamieńska                      | Iluzja grzechu                      | 1 marca 2016(dts)         | Aleksandra Stronka      |
| Светлый лик смерти         | 1996         | Major Kamieńska                      | Jasne oblicze śmierci               | 1 listopada 2016(dts)     | Aleksandra Stronka      |
| Имя потерпевшего Никто     | 1996         | Major Kamieńska                      | (Nazwisko ofiary: Nikt)             |                           |                         |
| Мужские игры               | 1997         | Major Kamieńska                      | Męskie gry                          | 1 lutego 2004(dts)        | Elżbieta Rawska         |
| Я умер вчера               | 1997         | Major Kamieńska                      | Śmierć nadeszła wczoraj             | 17 lipca 2019(dts)        | Aleksandra Stronka      |
| Реквием                    | 1998         | Major Kamieńska                      | Wieczny odpoczynek                  | 16 października 2019(dts) | Aleksandra Stronka      |
| Призрак музыки             | 1998         | Major Kamieńska                      | Harmonia zbrodni                    | 11 marca 2020(dts)        | Aleksandra Stronka      |
| Седьмая жертва             | 1999         | Major Kamieńska                      | Siódma ofiara                       | 15 lipca 2020(dts)        | Aleksandra Stronka      |
| Когда боги смеются         | 2000         | Major Kamieńska                      | Śmiech bogów                        | 28 października 2020(dts) | Aleksandra Stronka      |
| Незапертая дверь           | 2001         | Major Kamieńska                      | Niezamknięte drzwi                  | 16 czerwca 2021(dts)      | Aleksandra Stronka      |
| Закон трёх отрицаний       | 2002-2003    | Major Kamieńska                      | Zasada trzech sprzeciwów            | 27 października 2021(dts) | Aleksandra Stronka      |
| Соавторы                   | 2003-2004    | Major Kamieńska                      | Współautorzy                        | 23 lutego 2022(dts)       | Aleksandra Stronka      |
| Воющие псы одиночества     | 2004         | Major Kamieńska                      | (Wyjące psy samotności)             |                           |                         |
| Замена объекта             | 2005         | Dzielnicowy Doroszyn                 | (Wymiana obiektu)                   |                           |                         |
| Пружина для мышеловки      | 2005         | Dzielnicowy Doroszyn                 | (Pułapka na myszy)                  |                           |                         |
| Городской тариф            | 2005-2006    | Major Kamieńska/Dzielnicowy Doroszyn | (Taryfa miejska)                    |                           |                         |
| Жизнь после жизни          | 2010         | Major Kamieńska                      | Życie po życiu                      | 24 maja 2017(dts)         | Aleksandra Stronka      |
| Личные мотивы              | 2010         | Major Kamieńska                      | Motywy osobiste                     | 11 października 2017(dts) | Aleksandra Stronka      |
| Смерть как искусство       | 2011         | Major Kamieńska                      | Sztuka śmierci                      | 14 marca 2018(dts)        | Aleksandra Stronka      |
| Ангелы на льду не выживают | 2014         | Major Kamieńska                      | Niebezpieczna sekwencja             | 3 października 2018(dts)  | Aleksandra Stronka      |
| Казнь без злого умысла     | 2015         | Major Kamieńska                      | Egzekucja w dobrej wierze           | 1 maja 2016(dts)          | Aleksandra Stronka      |
| Другая правда              | 2019         | Major Kamieńska                      | (Inna prawda)                       |                           |                         |
| Безупречная репутация      | 2020         | Major Kamieńska                      | (Nienaganna reputacja)              |                           |                         |
| Отдаленные последствия     | 2021         | Major Kamieńska                      | (Długofalowe konsekwencje)          |                           |                         |
| Тьма после рассвета        | 2022         | Major Kamieńska                      | (Ciemność po świcie/Mrok po świcie) |                           |                         |
| Дебютная постановка        | 2023         | Major Kamieńska                      | (Debiutanckie przedstawienie)       |                           |                         |